# أصيلم البراشمة (الرقة)
أصيلم_البراشمة قرية سورية تتبع ناحية سلوك في منطقة تل أبيض في محافظة الرقة. بلغ عدد سكانها 573 نسمة في عام 2004 حسب إحصاء المكتب المركزي للإحصاء.